# Konrad Mańka
Konrad Mańka (ur. 2 maja 1915 w Dobrodzieniu, zm. 14 lipca 1942 w Katowicach) – działacz ruchu oporu na Górnym Śląsku w latach II wojny światowej, żołnierz, bohater Ziemi Lublinieckiej, harcerz, członek komendy hufca ZHP w Lublińcu, założyciel lublinieckiej komórki Organizacji Orła Białego, aresztowany przez gestapo, stracony za działalność „przeciw narodowi i państwu niemieckiemu” podczas II wojny światowej.

## Życie i działalność społeczna
Konrad Mańka (pisownia niemiecka: Konrad Mainka) wychował się w Dobrodzieniu. Po podziale Górnego Śląska, w 1922 roku prześladowana przez Niemców rodzina Mańków, od pokoleń pielęgnująca polskie tradycje, musiała opuścić należący do Niemiec Dobrodzień i zamieszkała w Lublińcu, gdzie ojciec Konrada, Piotr Mańka, otrzymał pracę woźnego w miejscowym sądzie. Tu Konrad ukończył z bardzo dobrym wynikiem Szkołę Podstawową nr 1 i rozpoczął naukę zawodu stolarza w zakładzie E. Hruzika.
W 1934 roku, po zdaniu egzaminów i uzyskaniu dyplomu czeladnika, K. Mańka przeniósł się do Krakowa, gdzie rozpoczął pracę w Centrali Dostaw Harcerskich. Pod koniec kwietnia 1935 roku wrócił z Krakowa i podjął pracę stolarza w Śląskim Zakładzie dla Głuchych i Ociemniałych w Lublińcu. Zaangażował się w działalność harcerską w II MDH prowadzonej przez Stanisława Wojciechowskiego. Pełnił kolejno funkcje zastępowego, drużynowego, aż po członkostwo w kręgu instruktorskim oraz w komendzie hufca ZHP.
W 1938 roku Mańka powołany został do odbycia służby wojskowej, w kompanii reprezentacyjnej Wojska Polskiego, przy Prezydencie Rzeczypospolitej w Warszawie. Razem z macierzystą jednostką, po wybuchu II wojny światowej, brał udział w obronie stolicy. Wzięty do niewoli niemieckiej, zdołał uciec z transportu i wkrótce wrócił do Lublińca, by znów podjąć pracę w zakładzie dla głuchoniemych. Po przekształceniu zakładu w ośrodek dla dzieci wyższych urzędników niemieckich, Mańka przeniósł się do przedsiębiorstwa budowlanego. Podjął też działalność konspiracyjną.
Wiosną 1940 roku został zaprzysiężony i zostaje zastępcą komendanta Tajnej Organizacji Wojskowej „Orła Białego”. Pełnił też funkcję łącznika między Lublińcem, a Katowicami, gdzie mieścił się sztab organizacji. Jego zadaniem było werbowanie ludzi do działalności podziemnej, kolportaż konspiracyjnych druków, gromadzenie broni i materiałów wybuchowych do planowanych akcji sabotażowych. W działalności tej współpracował z komendantem OOB harcmistrzem, nauczycielem – Ludwikiem Klamą, który na przełomie lat 1939 i 1940 organizował konspiracyjną komendę hufca w Lublińcu razem z innymi patriotami, znanymi z działalności harcerskiej. Wiele czasu poświęcał też na werbowanie starszych harcerzy do walki z okupantem. Dzięki ich aktywności powstały komórki OOB w Koszęcinie (komendant Alojzy Janeczek), Woźnikach (Anders), Droniowicach (Adolf Dygacz), Pawonkowie (Bański), Herbach Starych. W styczniu 1940 Służby Zwycięstwu Polski zostały przemianowane na Związek Walki Zbrojnej, do którego w czerwcu wcielono Organizację Orła Białego.
18 grudnia 1940 roku Konrad Mańka został aresztowany podczas zbrojnej akcji gestapo w Lublińcu, kiedy to zamknięto w więzieniach 46 członków ruchu oporu. Niemcy aresztowali w tym dniu ok. 2 tys. Polaków, w tym wielu harcerzy, m.in. komendanta konspiracyjnej Śląskiej Chorągwi Harcerzy: Józefa Pukowca i wielu harcerzy z Lublińca. Jemu, Ludwikowi Klamie, Pawłowi Jędrysikowi i Henrykowi Malcherkowi zarzucano udział w działaniach przeciwko narodowi i państwu niemieckiemu. Konkretnym przejawem tej działalności miała być służba kurierska i przewożenie konspiracyjnych materiałów szkodzących hitlerowskiej Rzeszy.
Podczas rozpoczętego 13 marca 1942 roku procesu K. Mańka, broniąc współtowarzyszy, przyznał się do zakazanej przez okupanta działalności i całą winę wziął na siebie. Proces zakończył się skazaniem Konrada Mańki na karę śmierci poprzez ścięcie. Wyrok został wykonany w dniu 14 lipca 1942 roku o godz. 5.30 w więzieniu przy ul. Mikołowskiej w Katowicach.

## Upamiętnienie
- 1945 – nadanie rynkowi w Lublińcu nazwy placu Konrada Mańki
- 1960 – nadanie Państwowemu Zakładowi Wychowawczemu dla Dzieci Głuchych w Lublińcu (obecnie Specjalny Ośrodek Szkolno-Wychowawczy) imienia Konrada Mańki.
- 1982 – odsłonięcie w Lublińcu tablicy pamiątkowej w domu przy ulicy Damrota 11, gdzie w czasie okupacji mieszkał Konrad Mańka.